# Txernove
Txernove (en (ucraïnès): Чернове, en rus: Черново) és un poble de la República Autònoma de Crimea a Ucraïna, que el 2014 tenia 843 habitants. Pertany al districte rural de Pervomàiske.